# Hotel Adlon
Hotel Adlon je hotel na ulici Unter den Linden, hlavním bulváru v centru Berlína, přímo naproti Braniborské bráně.

## První Hotel Adlon 1907-1945

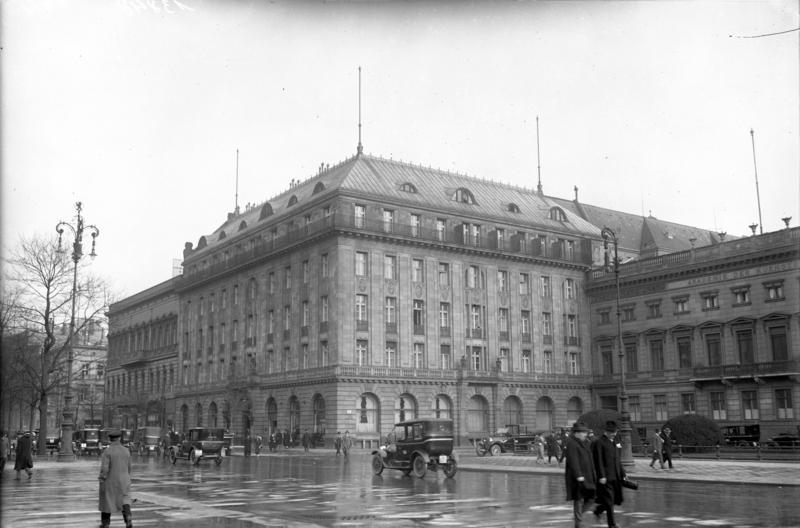
Původní Hotel Adlon, 1926

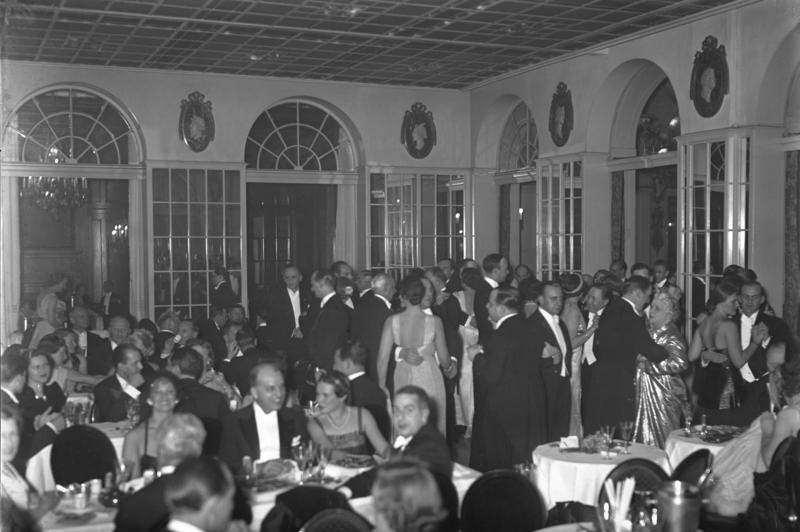
Ples pro zahraniční tisk v Adlonu, cca 1930

První Hotel Adlon byl postaven v roce 1907 Lorenzem Adlonem, úspěšným berlínským obchodníkem s vínem a restauratérem. Adlon chtěl svůj hotel postavit na Pariser Platz v srdci Berlína. Císař Vilém II. mu osobně pomohl získat a poté nechat strhnout Palais Redern, budovu navrženou Karlem Friedrichem Schinkelem, stojící na místě, které si Adlon vybral. Na stavbě spolupracovali architekti Robert Leibnitz a Carl Gause, který se dokončení nedožil.
Adlon byl v meziválečném období jedním z nejznámějších hotelů v Evropě a navštěvovaly ho celebrity jako Louise Brooks, Charlie Chaplin, Herbert Hoover, Josephine Baker a Marlene Dietrich. Byl také oblíbeným místem setkávání se novinářů, situovaný v srdci vládní čtvrti vedle Britské ambasády, na stejném náměstí jako velvyslanectví Francie a Americká ambasáda a pouze pár ulic vzdálený od Úřadu kancléře a jiných vládních sídel.
Hotel zůstal otevřený i během Druhé světové války, i když během posledních dnů bitvy o Berlín byl zčásti předělán na vojenskou polní nemocnici. Hotel přežil válku bez vážných poškození, protože se mu bombardování a ostřelování vyhnulo. Avšak v noci na 2. května 1945 vypukl v hotelovém vinném sklípku požár způsobený opilými sovětskými vojáky a zanechal hlavní budovu v ruinách.

## Hotel Adlon v dobách východního Německa 1945-1984
Po skončení války vláda Východního Německa znovuotevřela nepoškozené zadní křídlo pod jménem Hotel Adlon. Zničená hlavní budova hotelu byla zdemolována spolu s ostatními budovami na Pariser Platz. Náměstí bylo ponecháno jako opuštěný, trávou zarostlý prostor mezi Východem a Západem s Braniborskou bránou stojící osamoceně u Berlínské zdi.
V roce 1964 byly ostatní části budovy zrenovovány a byla předělána fasáda. Avšak v 70. letech byl zbytek původního Hotelu Adlon pro veřejnost uzavřený a byl změněn na ubytovnu pro východoněmecké učně. Nakonec byla budova v roce 1984 zbourána.

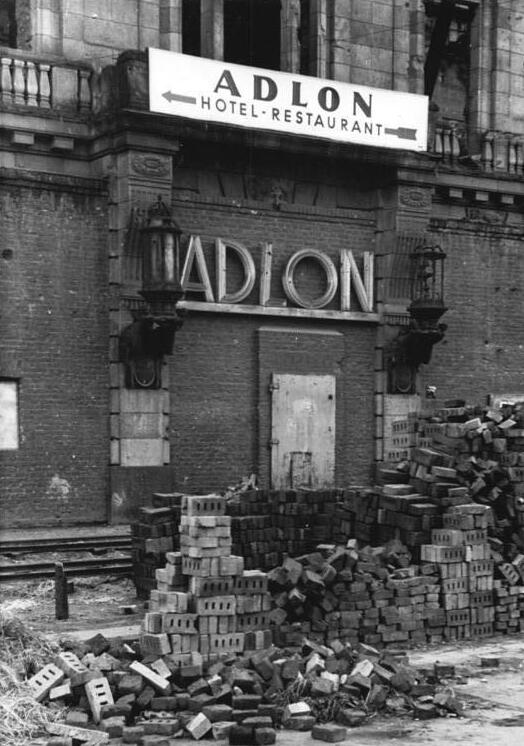
Zničený vchod do Hotelu Adlon, 1950
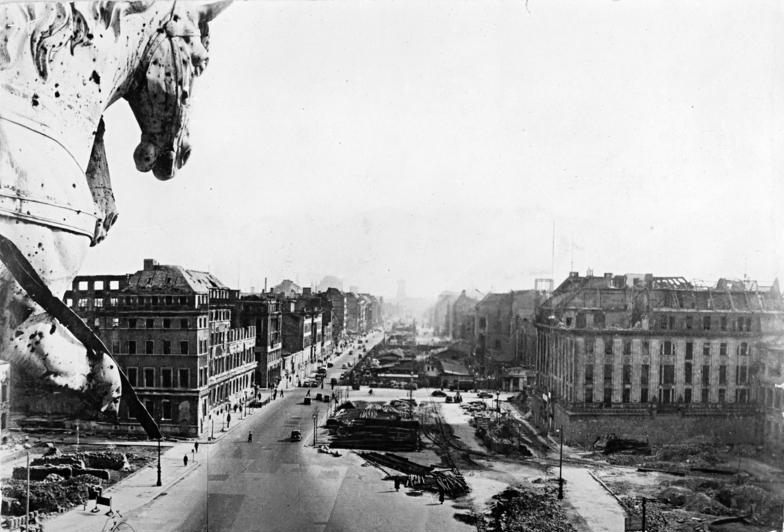
Zruinováné náměstí Pariser Platz, pohled od Braniborské brány, 1950. Hotel Adlon je vpravo.

## Druhý Hotel Adlon 1997-současnost

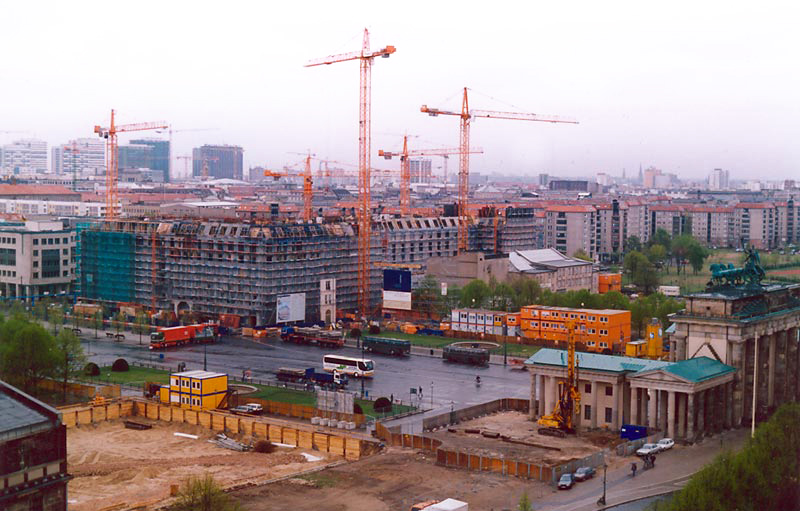
Adlon, 1995

Po znovusjednocení Německa byl pozemek koupen západoněmeckou investiční firmou. Byla zde navržena budova částečně inspirovaná originálem, a 23. srpna 1997 prezident Spolkové republiky Německo otevřel nový Hotel Adlon, který stál na stejném místě jako původní hotel. Momentálně funguje jako Hotel Adlon Kempinski Berlin, součást hotelové sítě Kempinski. Díky svému úspěchu byl dvakrát rozšířen o nová křídla podél Behrenstrasse. Ta jsou známá jako Adlon Palais a Adlon Residenz.

## V populární kultuře
- Filmový režisér Percy Adlon je pravnuk Lorenza Adlon a natočil v roce 1996 dokumentární film o hotelu nazvaný The Glamorous World of the Adlon Hotel (Kouzelný svět Hotelu Adlon).
- Většina scén akčního filmu Unknown s Liamem Neesonem byla natočena v Adlonu, včetně celé závěrečné části.
- Film Grand Hotel z roku 1932 s Gretou Garbo se odehrává v berlínském hotelu inspirovaném Adlonem. V jedné z jeho místností přednese svou slavnou větu 'Chci být sama'.
- Smyšlený polozbořený předválečný luxusní hotel ve Východním Berlíně (také inspirovaný Adlonem) se objevuje ve filmu Billyho Wildera One, Two, Three.
- Hotel se objevuje v množství knih o Třetí Říši, včetně románu The Good German od Josepha kánonů, sérii románů Bernie Gunther od Philipa Kerra, románech Davida Downinga, a pamětech Williama L. Shirera Berlin Diary.
- Michael Jackson nechvalně vystrčil svého nejmladšího syna z jednoho z hotelových balkonů během návštěvy Berlína v listopadu 2002.
- Ve filmu z roku 1972 Cabaret, postava Sally Bowles představena Lizou Minnelliovou říká, že šla do "Adlonu", aby se tam setkala se svým otcem, který tam nepřišel.
- Epizoda seriálu Doctor Who "Let 'Kill Hitler", se odehrává v Hotelu Adlon v roce 1938.